# 拉瓦薩雷湖
拉瓦薩雷湖是愛沙尼亞的湖泊，位於拉瓦薩雷西北5公里，由派爾努縣負責管轄，長2.8公里、寬0.9公里，面積2.1平方公里，平均水深0.7米，最大水深1米。
58°33.5′N 24°19′E / 58.5583°N 24.317°E